# José Raúl Capablanca

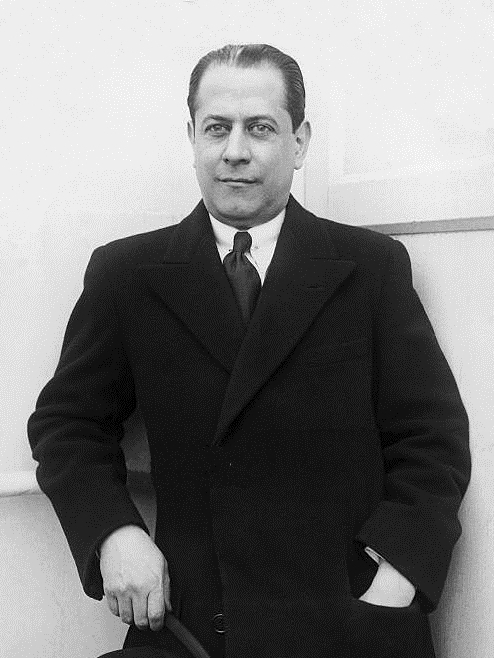
Capablanca in 1931

José Raúl Capablanca (Havana, 19 november 1888 – New York, 8 maart 1942) was een Cubaanse schaker, wereldkampioen van 1921 tot 1927.

## Levensloop
Hij was een wonderkind. Reeds in 1909 versloeg hij de Amerikaan Frank Marshall in een match te New York.
In 1909 speelde hij simultaan tegen 720 schakers. Hij won 686 partijen (95%), hij verloor 14 partijen (2%) en speelde 20 remises (3%). In het beroemde toernooi in Sint-Petersburg in 1914 werd Capablanca tweede achter Emanuel Lasker. Hij versloeg Siegbert Tarrasch, Aleksandr Aljechin en Frank Marshall. In 1918 speelde Frank Marshall zijn befaamde Marshallgambiet tegen Capablanca. Capablanca won.
In 1921 kwam het tot een tweekamp met Lasker, ze speelden om het wereldkampioenschap schaken. Lasker was al oud en wilde eigenlijk de titel gewoon aan Capablanca geven, zonder erom te spelen. Lasker klaagde ook over het klimaat: de match werd in Havanna gespeeld. Capablanca won overtuigend en was daarmee dus wereldkampioen.
In 1927 vond nog een groot internationaal toernooi plaats in New York. Hierbij behaalde Capablanca ook een eclatante overwinning. Later in dit jaar werd hij, tegen zijn verwachting in, in Buenos Aires door Aljechin verslagen. Capablanca had zijn tegenstander onderschat. Een kans op een rematch gaf Aljechin hem niet.
Hij speelde ook mee met het AVRO-toernooi in 1938 en vierde daar zijn 50e verjaardag. Hij leed erg aan hoge bloeddruk.
Capablanca overleed in 1942 op 53-jarige leeftijd te Manhattan op zijn schaakclub aan een hartaanval, tijdens het analyseren van een partij. Hij had al lange tijd hartproblemen.

## Openingen
Capablanca had geen voorkeur voor een schaakopening, hij opende zowel met de d- als met de e- en de c-pion. Met zwart speelde hij graag de Spaanse opening. Hij staat vooral bekend om zijn geweldige beheersing van het eindspel en zijn goede positionele inzicht – en het feit dat hij liever domino speelde dan schaakboeken te bestuderen.

## Vernoeming
Capablanca was in de jaren negentig de naam van een band uit Roosendaal.

## Publicaties
- Symon Algra: Capablanca in Nederland. In: Man en paard. Schaakvereniging Voorschoten, maart 2019, p. 14-16. Digitale versie in MEC Nieuwsbrief 94, 2018, p. 17-21